# Храм Семи Святомучеников Херсонесских (Херсонес)
Храм Семи священномучеников Херсонесских — православный храм в Севастополе, на территории музея-заповедника «Херсонес Таврический». Принадлежит Севастопольскому благочинию Симферопольской и Крымской епархии Русской Православной церкви. Объект культурного наследия федерального значения в составе ансамбля Херсонесского монастыря.
Настоятель — протоиерей протоиерей Сергий Халюта.

## История
Родоначальником христианства в Тавриде был Андрей Первозванный. С течением времени молву о православии несли семь священномучеников: Капитон, Ефрем, Елпидий, Агафодор, Еферий, Василий, Евгений, за что «расплатились» страдальческой кончиной в IV веке нашей эры. В память о них в 1850-х годах возвели храм Семи священномучеников (примерно через 11 лет после — возведен Свято-Владимирский собор). Фактически, храм являлся дебютным зданием архитектурного комплекса Владимирского мужского монастыря. В течение 30 лет это место было хранилищем мощей князя Владимира.
1854—1855 года стали губительными для храма. В ходе действий Крымской войны храм превратился в склад артиллерии (орудия, пушек) французских войск. На одном помещении французы не остановились. В свою собственность они отобрали драгоценные находки музея. Одной из самых ценных — был колокол, выплавленный в Таганроге в 1778 году.
К 1857 году здание смогли восстановить.
В 1881 году деревянная церковь благодаря проекту К. Вяткина «превратилась» в новый храм Семи священномучеников. В этом же году его освятили.
В 1887-1888 года архитектор Ф. М. Барч пристроил к храму колокольню
В 1924 году Владимирский мужской монастырь и все прилегающие к нему здания советские власти признали «недействительными» и перевели в собственность археологического музея. В 1926 году окончательно разобрали старую церковь, сняв колокола, купола, кресты.
В годы Великой Отечественной войны советские войска превращают здание храма в военный склад. После войны храм решили не восстанавливать, а отписать в собственность Херсонесского музея.
В 1990-х годах храм передан Украинской православной церкви (Московского патриархата) в постоянное пользование. На сегодняшний день здание реконструировано, ведутся службы.

## Фотогалерея

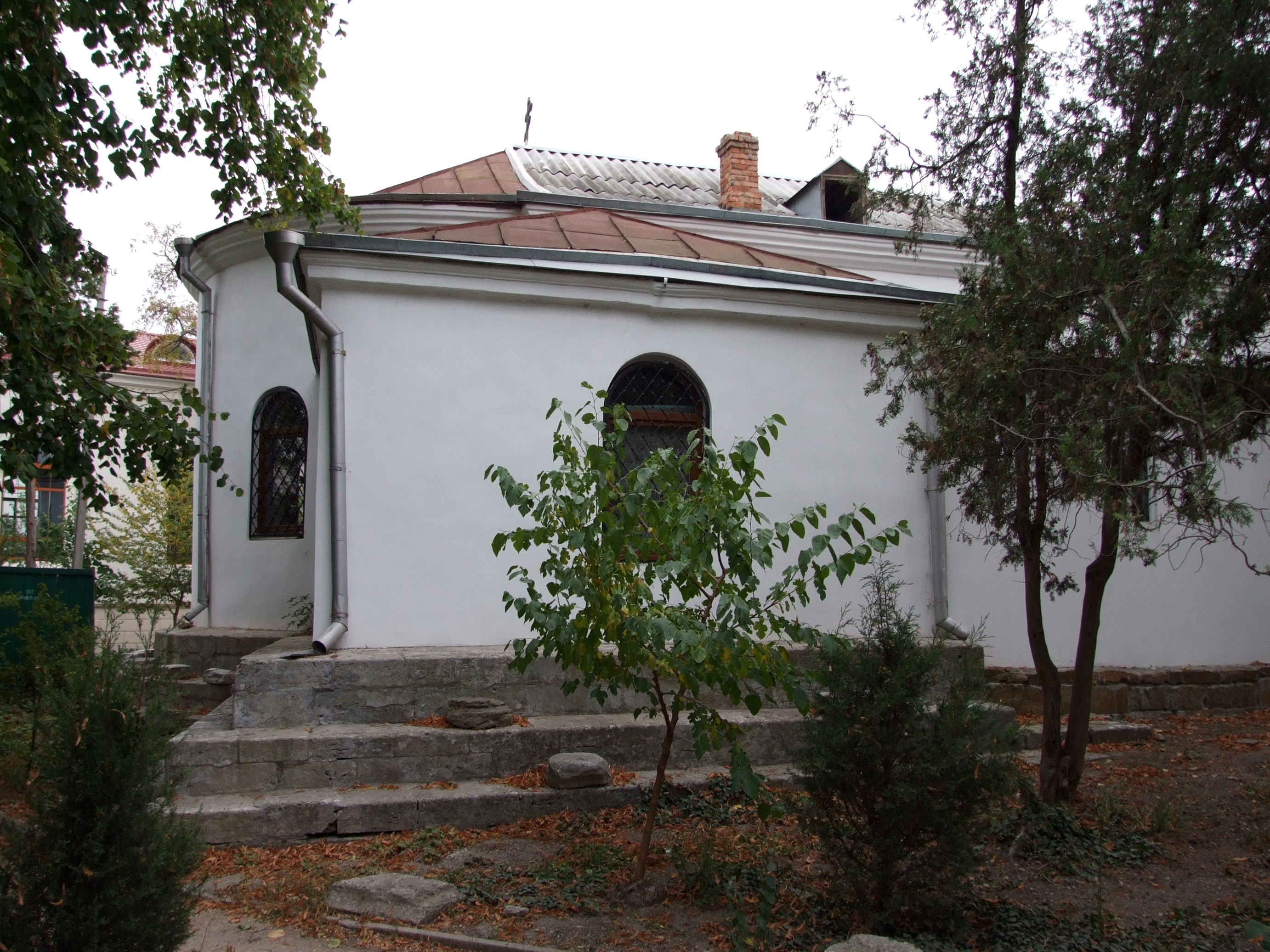
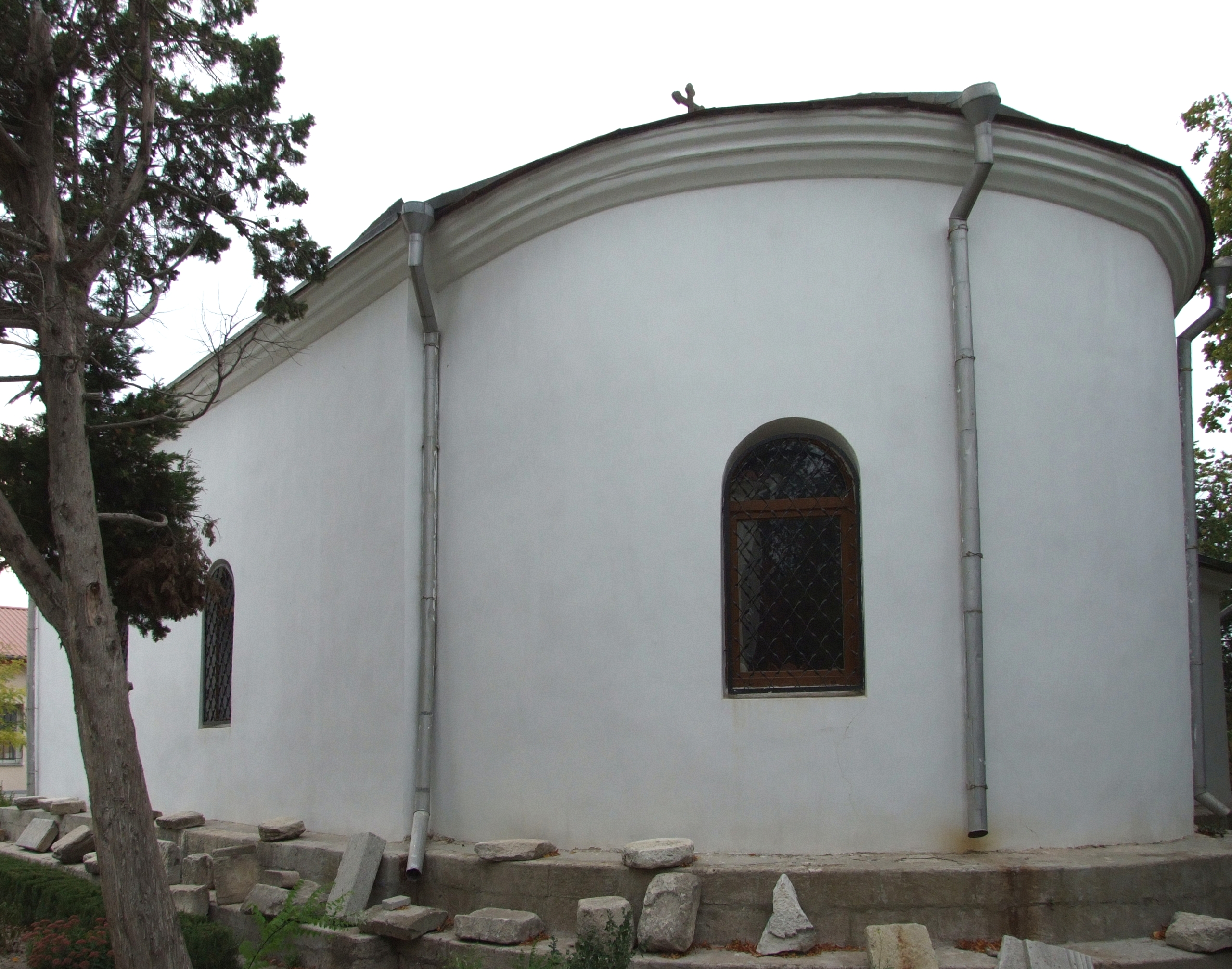
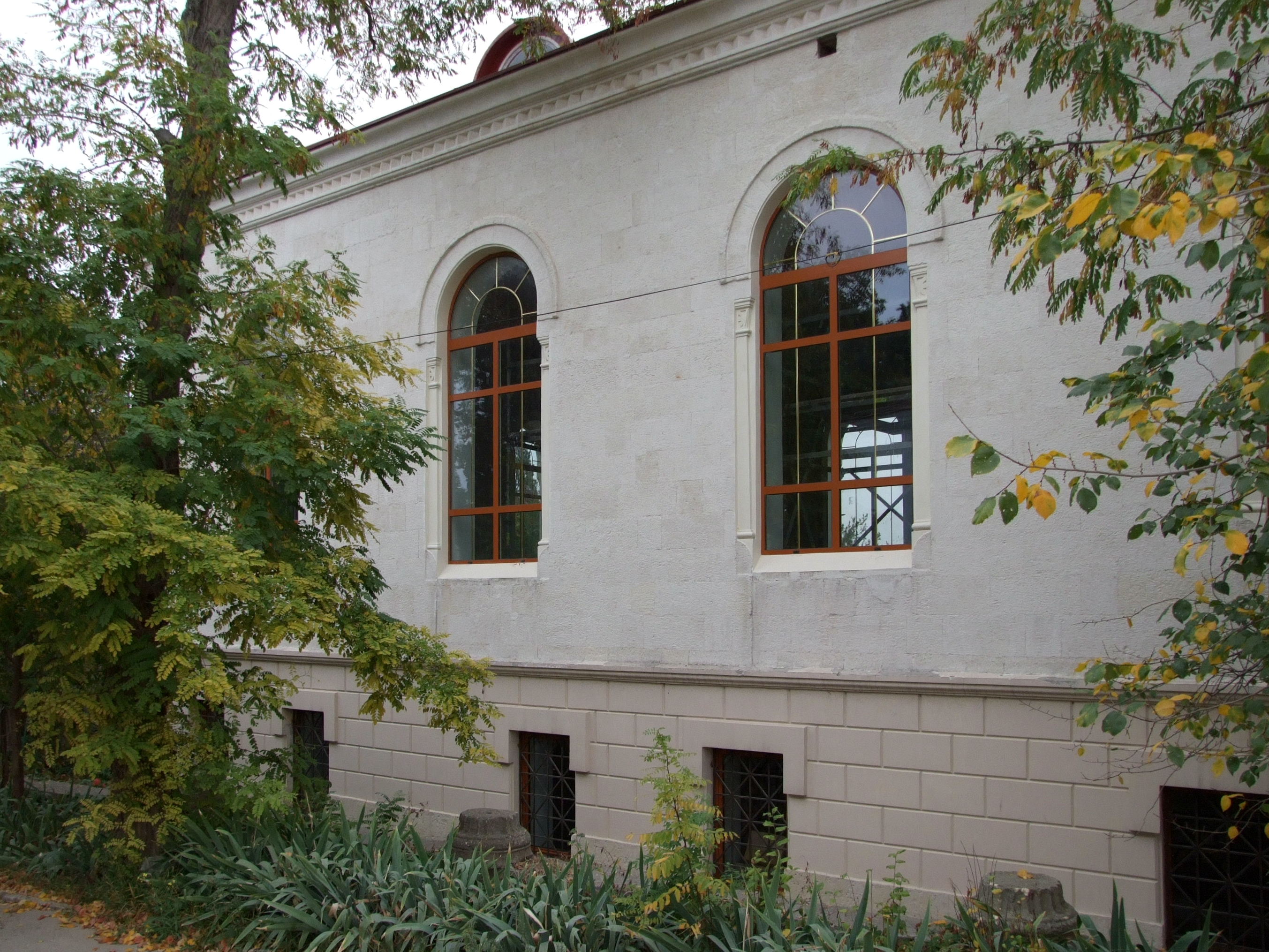
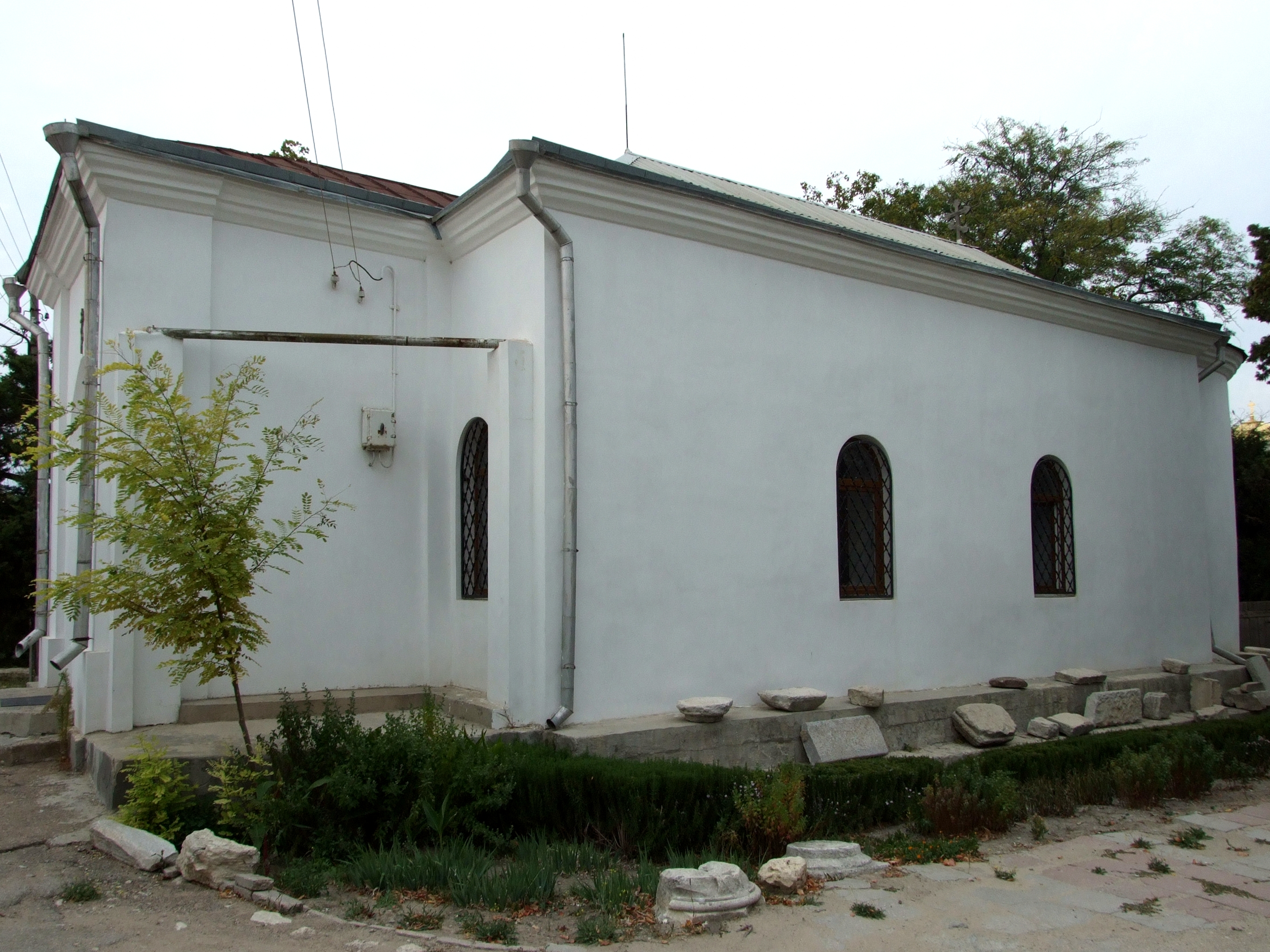
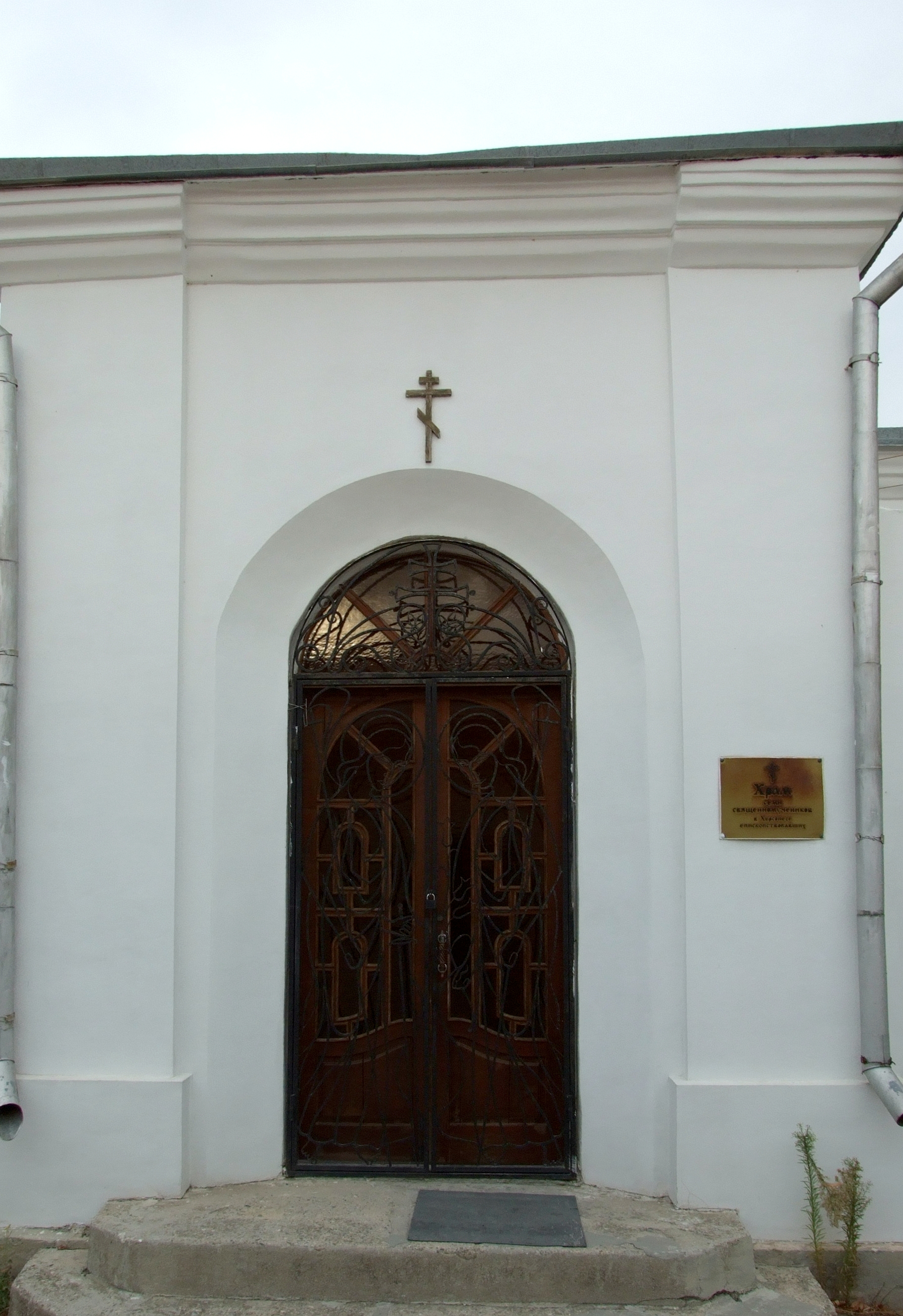
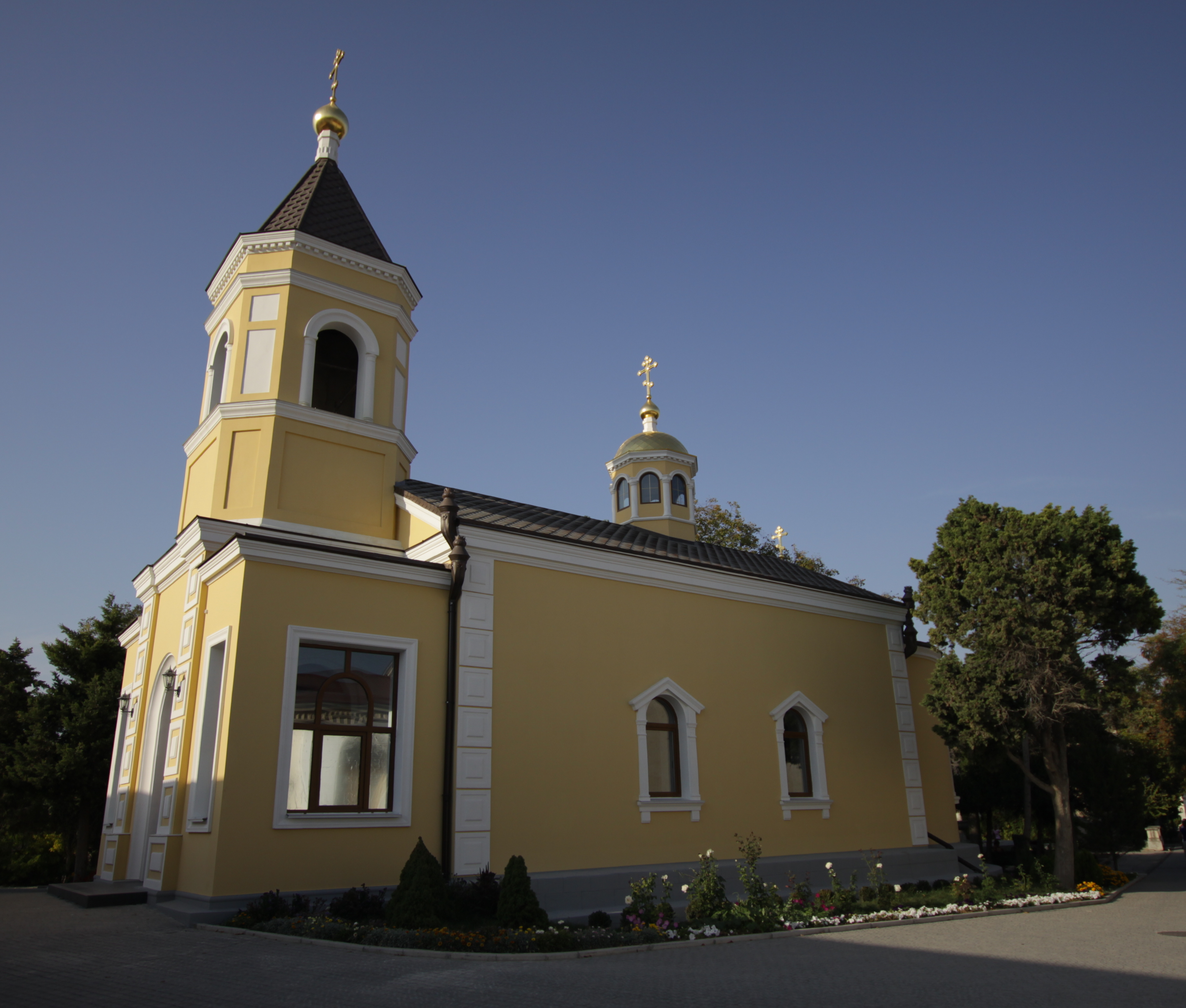